# Moskovskaja (stanice metra v Samaře)
Moskovskaja (rusky Московская) je stanice Samarského metra.

## Charakter stanice
Stanice je v systému jedna z nejnovějších, byla otevřena v roce 2002 a do roku 2007 sloužila jako konečná. Její stěny jsou obloženy červeným mramorem. V budoucnosti bude přestupní, tunelem pro chodce se propojí na nástupiště stanice na modré lince. Zajímavostí je také to, že byla zprovozněna jako jednokolejná, takže jedna strana střední lodi byla zazděná. Vybudování druhé koleje se stalo aktuálním až při rozšiřování této linky metra směrem na sever, do stanice Rosijskaja. V provozu je zatím jen jeden výstup s eskalátory, nad stanicí se nachází terminál povrchové dopravy.